# Sigel (Illinois)
Sigel je gradић u američkoj saveznoj državi Ilinois. Prema popisu stanovništva iz 2010. u njemu je živjelo 373 stanovnika.